# Chris McMurry

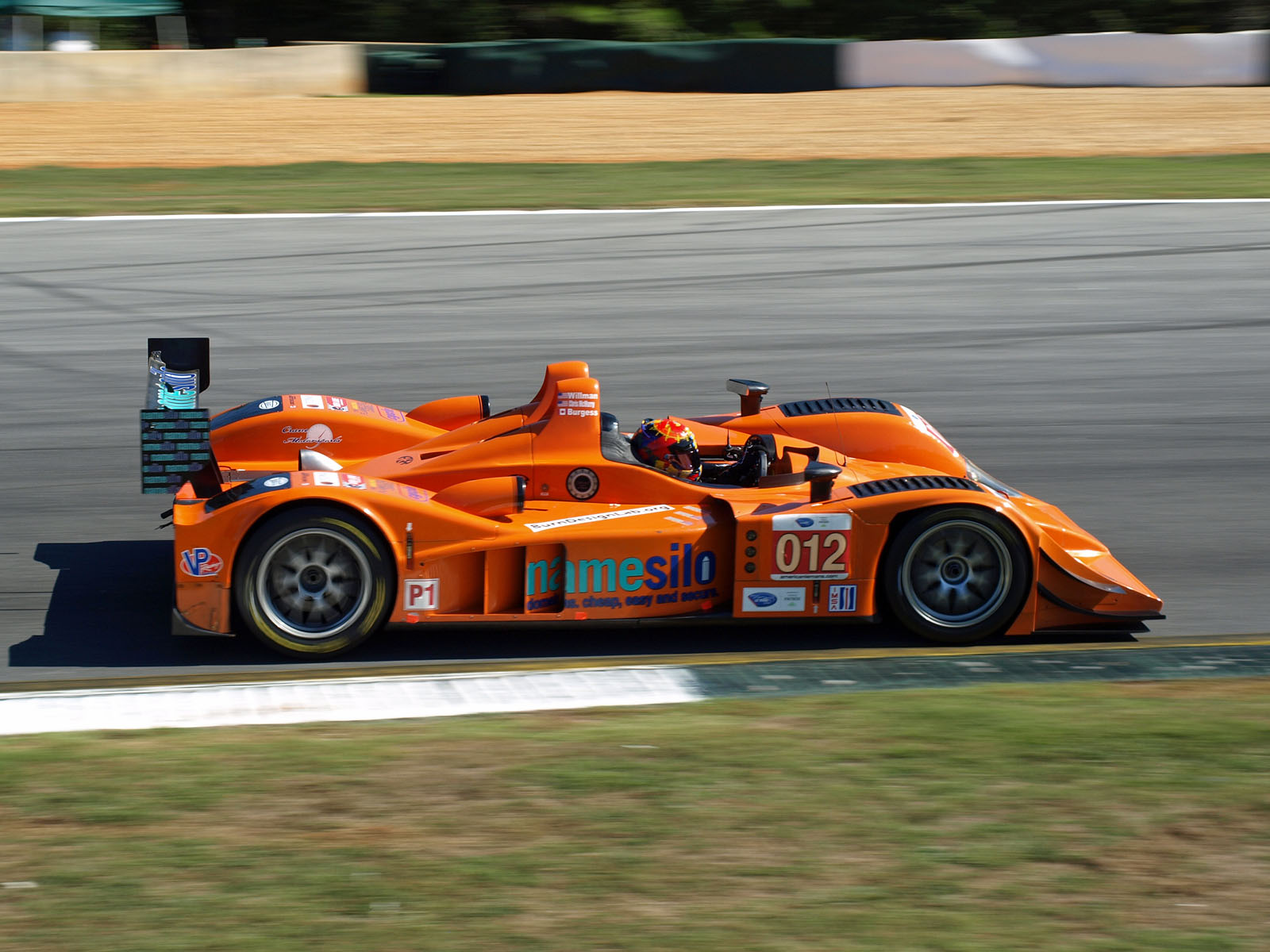
Chris McMurry im Lola B06/10 beim Petit Le Mans 2011

Christopher McKee „Chris“ McMurry (* 5. Mai 1965 in Milwaukee) ist ein US-amerikanischer Autorennfahrer und der Vater von Matt McMurry.

## Karriere
Chris McMurry war zwischen 2001 und 2013 im nordamerikanischen Sportwagensport engagiert und dabei langjähriger Partner von Michael Lewis und Bryan Willman. Bei 89 Rennstarts konnte er sechs Klassensiege feiern. Seine besten Meisterschaftserfolge erzielte er in der American Le Mans Series. 2005 wurde er auf einem Courage C65 hinter Clint Field (der einen Lola B05/40 bzw. einen Lola B2K/40 fuhr) Gesamtzweiter in der LMP2-Klasse. 2013 wurde er Gesamtdritter der LMP1-Klasse.
Zweimal war der beim 24-Stunden-Rennen von Le Mans am Start; beide Male kam er nicht ins Schlussklassement. In Sebring erreichte er 2005 Rang 11 und einen Klassensieg.

## Statistik

### Le-Mans-Ergebnisse
| Jahr | Team                | Fahrzeug      | Teamkollege   | Teamkollege   | Platzierung | Ausfallgrund |
| ---- | ------------------- | ------------- | ------------- | ------------- | ----------- | ------------ |
| 2003 | Team Bucknum Racing | Pilbeam MP91  | Jeff Bucknum  | Bryan Willman | Ausfall     | Defekt       |
| 2008 | Autocon Motorsports | Creation CA07 | Michael Lewis | Bryan Willman | Ausfall     | Unfall       |

### Sebring-Ergebnisse
| Jahr | Team                | Fahrzeug        | Teamkollege   | Teamkollege   | Platzierung             | Ausfallgrund  |
| ---- | ------------------- | --------------- | ------------- | ------------- | ----------------------- | ------------- |
| 2002 | Team Bucknum Racing | Pilbeam MP84    | Pierre Ehret  | Bryan Willman | Ausfall                 | Motorschaden  |
| 2003 | Team Bucknum Racing | Pilbeam MP91    | Jeff Bucknum  | Bryan Willman | Ausfall                 | Elektrik      |
| 2004 | Team Bucknum Racing | Pilbeam MP91    | Jeff Bucknum  | Bryan Willman | Ausfall                 | Reifenschaden |
| 2005 | Team Bucknum Racing | Courage C65     | Jeff Bucknum  | Ian James     | Rang 11 und Klassensieg |               |
| 2006 | Autocon Motorsports | MG-Lola EX257   | Michael Lewis | Bryan Willman | Ausfall                 | Mechanik      |
| 2007 | Autocon Motorsports | MG-Lola EX257   | Michael Lewis | Bryan Willman | Rang 20                 |               |
| 2008 | Autocon Motorsports | Creation CA06/H | Tony Burgess  | Bryan Willman | Ausfall                 | Mechanik      |
| 2009 | Autocon Motorsports | Lola B06/10     | Tony Burgess  | Bryan Willman | Ausfall                 | Elektrik      |